# Montoir-de-Bretagne

Montoir-de-Bretagne este o comună în departamentul Loire-Atlantique, Franța. În 2009 avea o populație de 6,664 de locuitori.